# Mortier de 270 mm modèle 1889
Le mortier de 270 mm modèle 1889, ou mortier sur affût G est une pièce d'artillerie française de la fin du XIXe siècle conçue par Charles Ragon de Bange. Dérivé du mortier de 270 mm modèle 1885, il reprend le même canon, mais monté sur un affût G, lui conférant un angle de tir horizontal de 300°, idéal pour une utilisation en batterie côtière.

## Histoire

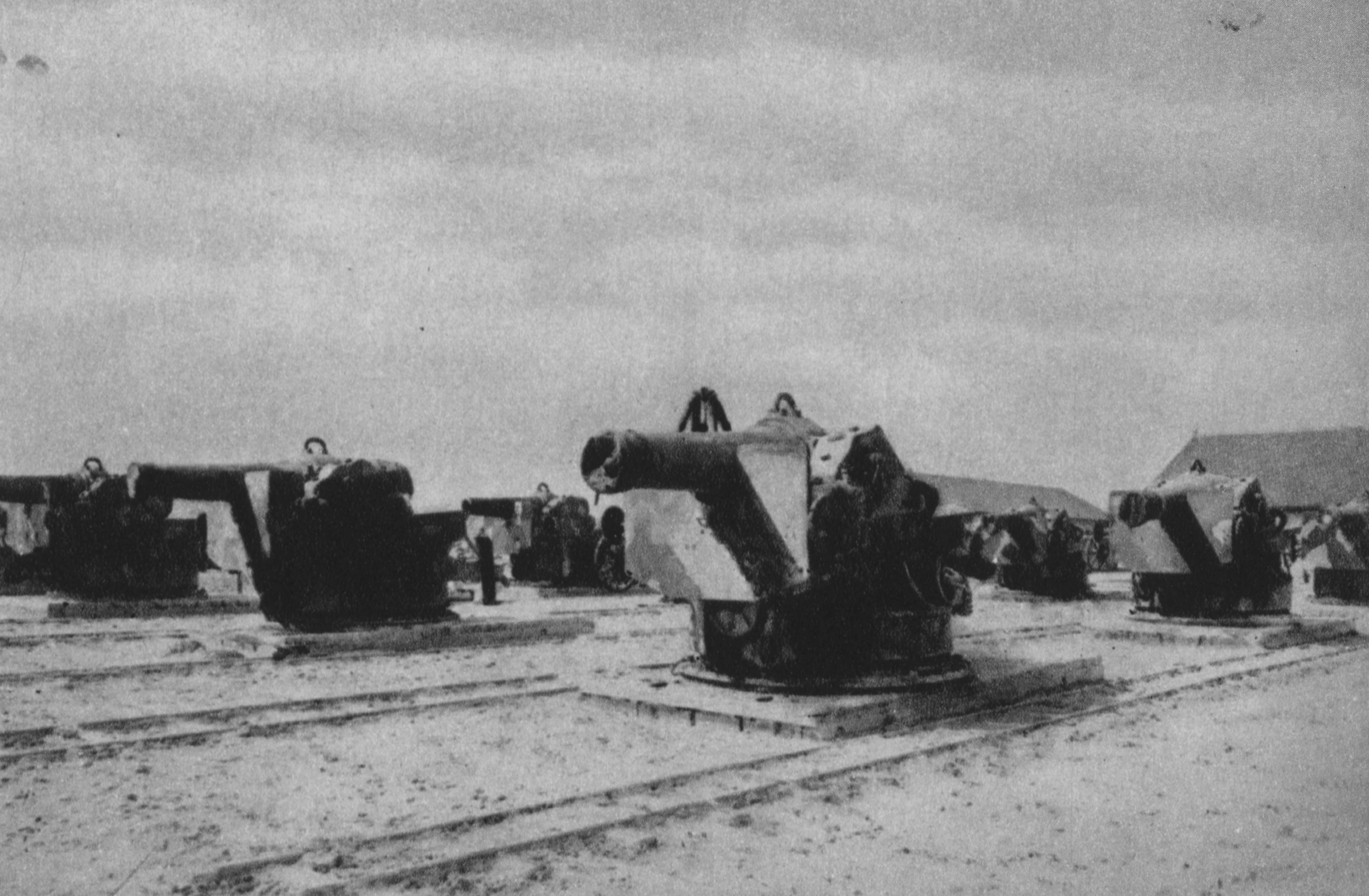
Matériels de 270 de réserve en camp de Mailly-Maillet

En 1889, afin d'assurer la défense côtière de la France, le canon de 270 mm Mle 1889 est monté sur un affût à châssis circulaire système Vasseur.
Lors de l'invasion allemande, en juin 1940, 24 de ces canons sont encore en réserve. L'Armée allemande s'en sert ensuite comme batterie côtière sous le nom de 27 cm Küstenmörser 585(f).